# Gardien de la nation pendant l'oppression
Gardien de la nation pendant l'oppression est un parti politique de la République démocratique du Congo. Son président national est Denis Katalay. La devise du parti est « patrie travail justice ».